# Đèo (họ)
Họ Đèo, còn đọc là Điêu, là một họ của người Việt Nam. Họ Đèo thường có trong các cộng đồng dân tộc thiểu số như Thái.

## Những người họ Đèo có danh tiếng
| Tên          | Sinh thời | Dân tộc | Hoạt động |
| ------------ | --------- | ------- | --- |
| Đèo Cát Hãn  | Tk.14-15  | Thái    | Thủ lĩnh người Thái tại Mường Lễ, châu Ninh Viễn, tức Lai Châu ngày nay. |
| Đèo Văn Sinh | Tk.19     | Thái    | Lãnh chúa, giành được quyền kiểm soát Khu tự trị Thái. |
| Đèo Văn Trị  | 1849-1908 | Thái    | Con của Đèo Văn Sinh. Tên Thái là Cầm Oum, thủ lĩnh người Thái Trắng, từng tham gia chống Pháp cuối thế kỷ 19 và sau đó hợp tác với người Pháp.                                                                             |
| Đèo Văn Long | 1887–1975 | Thái    | Con của Đèo Văn Trị. Thủ lĩnh người Thái, lãnh chúa của Khu tự trị Thái ở Liên bang Đông Dương |
| Đèo Nàng Tỏi | 1914-2008 | Thái    | Con của Đèo Văn Long. Thủ lĩnh của Khu tự trị Thái ở Tây Bắc Việt Nam và Lào những năm cuối Đông Dương thuộc Pháp. Sau cái chết của cha ở Toulouse năm 1975, bà đảm nhiệm danh hiệu của mình trong cộng đồng lưu vong Thái. |